# Вишня (Львовская область)
Вишня (укр. Вишня) — село в Рудковской городской общине Самборского района Львовской области Украины. Расположено в 3 км от города Рудки, на реке Вишня.
Население составляет 1354 человека (2024). Занимает площадь 4,29 км². Почтовый индекс — 81540. Телефонный код — 3231.

## История
В 1946 г. указом ПВС УССР село Бенькова Вишня переименовано в Вишню.
В селе есть деревянная церковь Святых Кузьмы и Демьяна.
Село известно дворцом Фредро-Шептицких — усадьбой семьи Фредро-Шептицких. Дворец является памятником истории и усадебной архитектуры начала XIX в. Здесь прошло детство классика польской литературы Александра Фредро, жил и творил его сын Ян Александр Фредро (1829—1891), писатель и драматург.

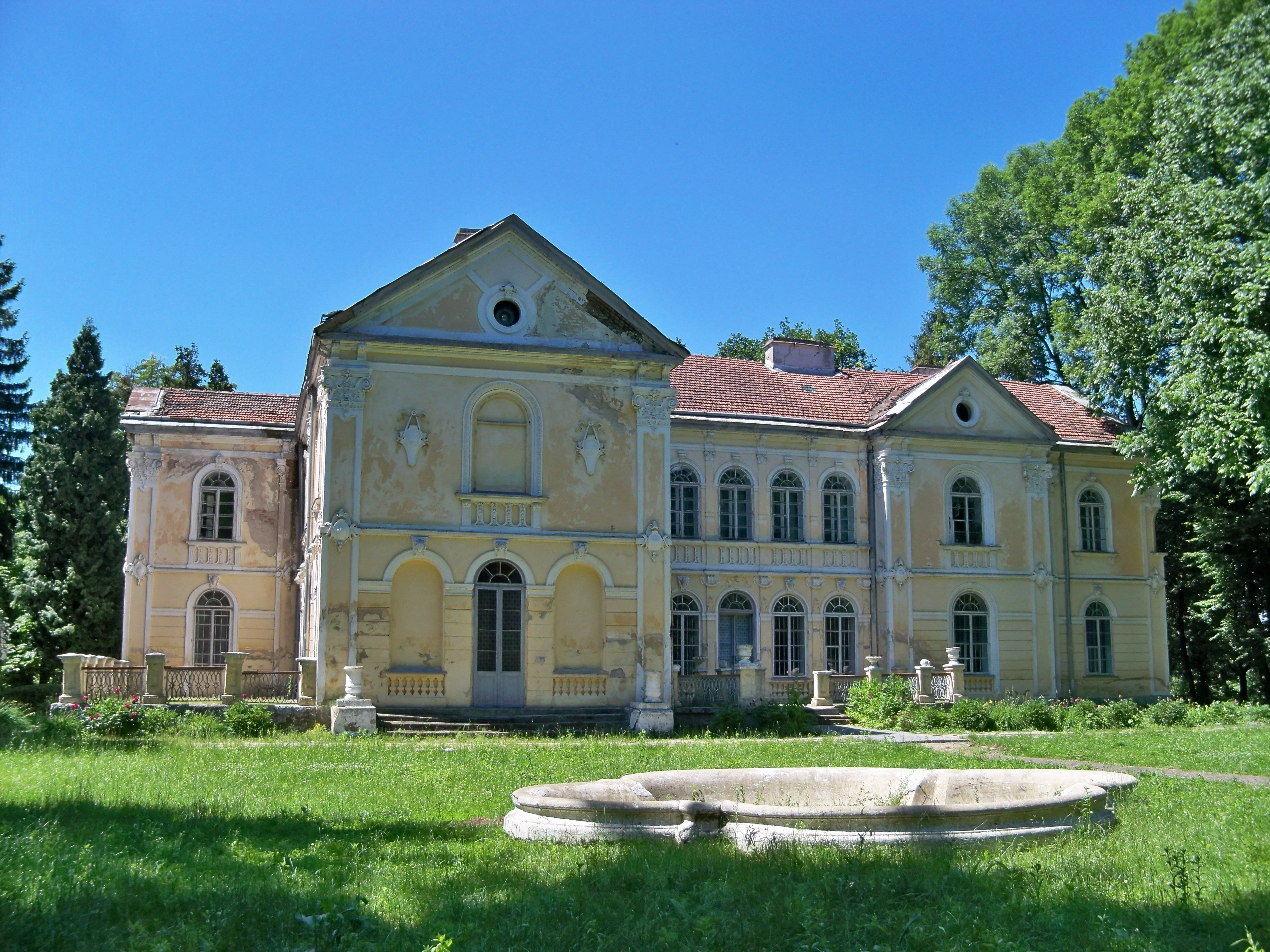
Дворец Фредро-Шептицких
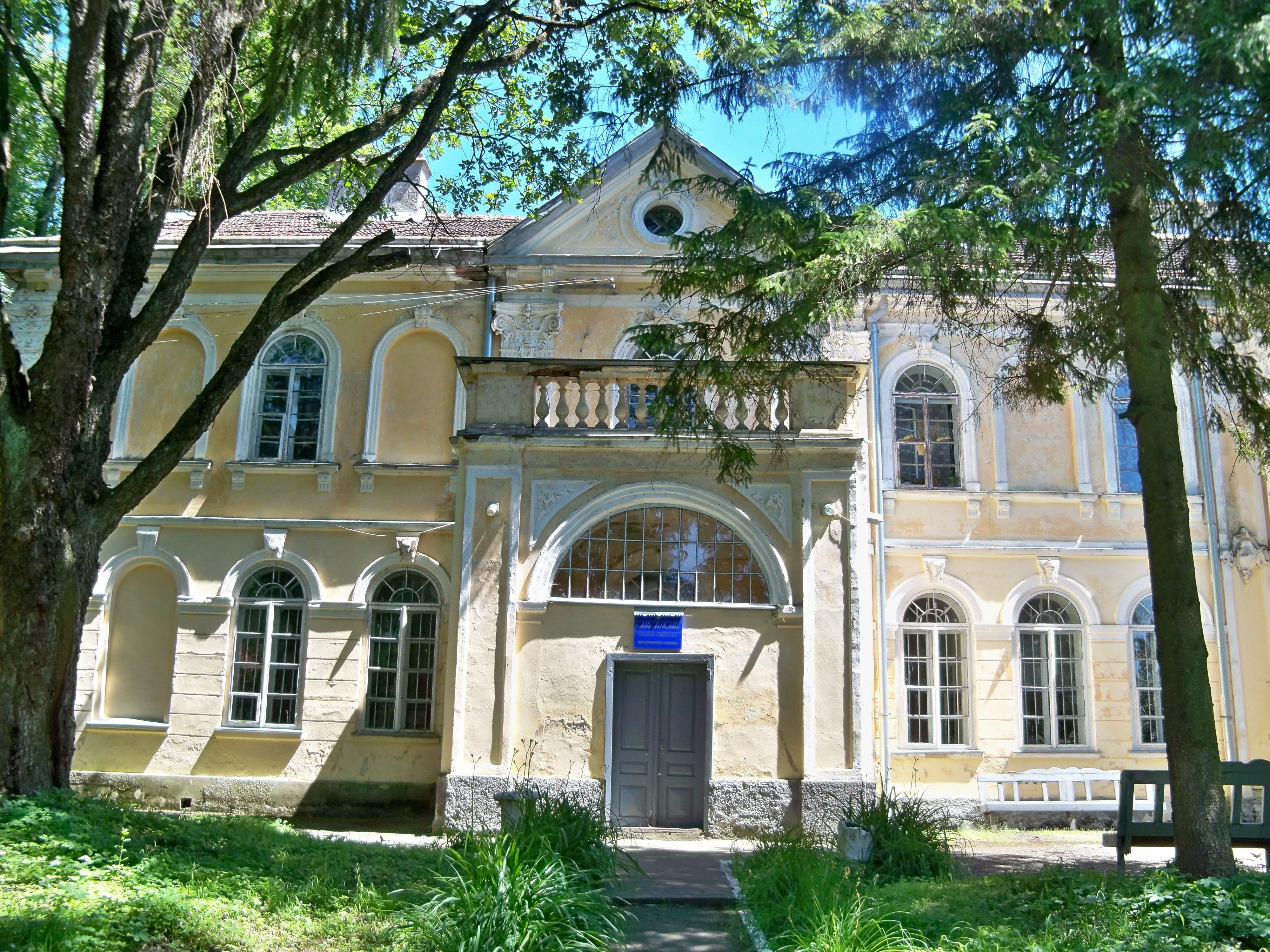
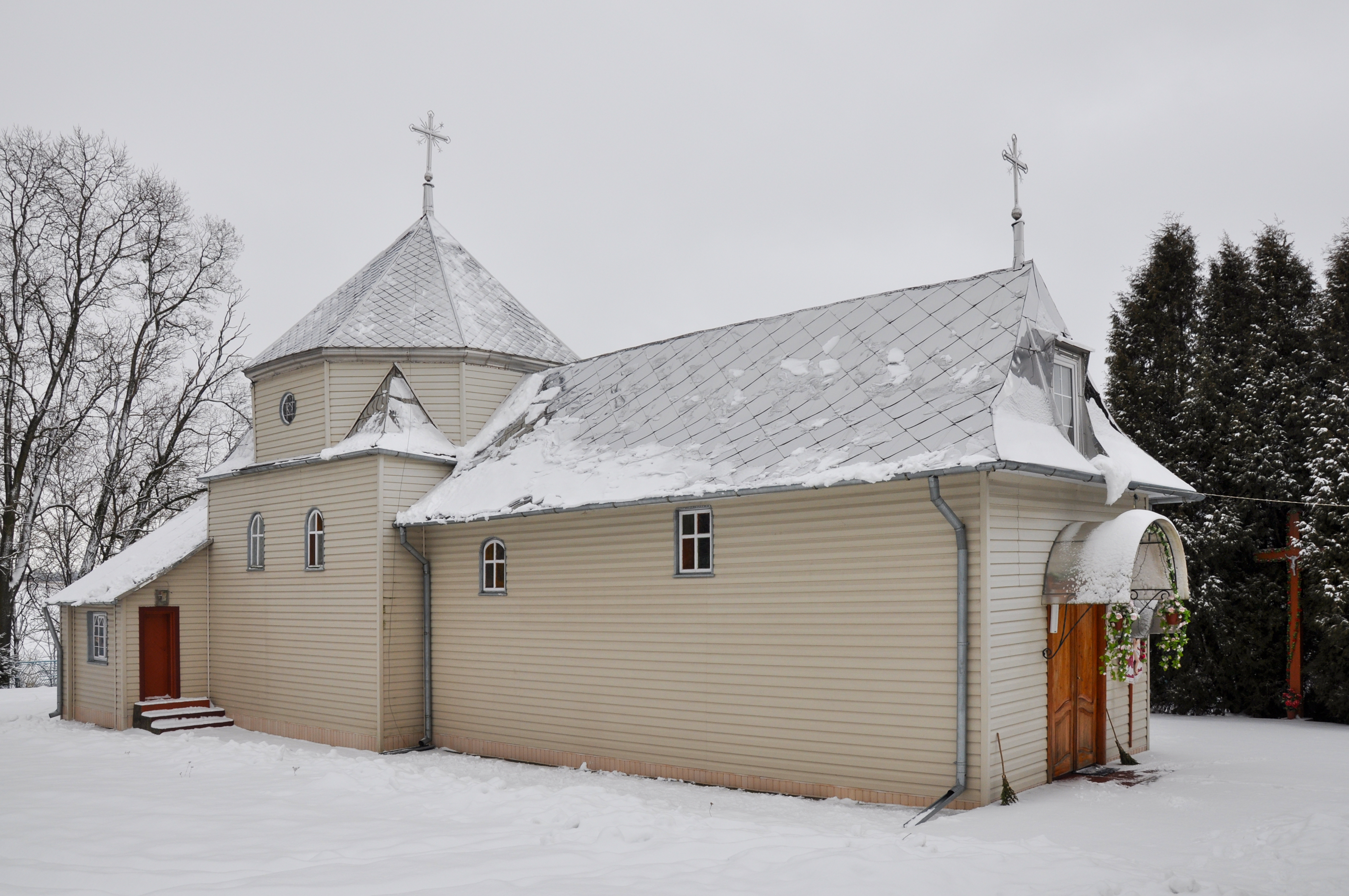
Церковь Кузьмы и Демьяна, 1805
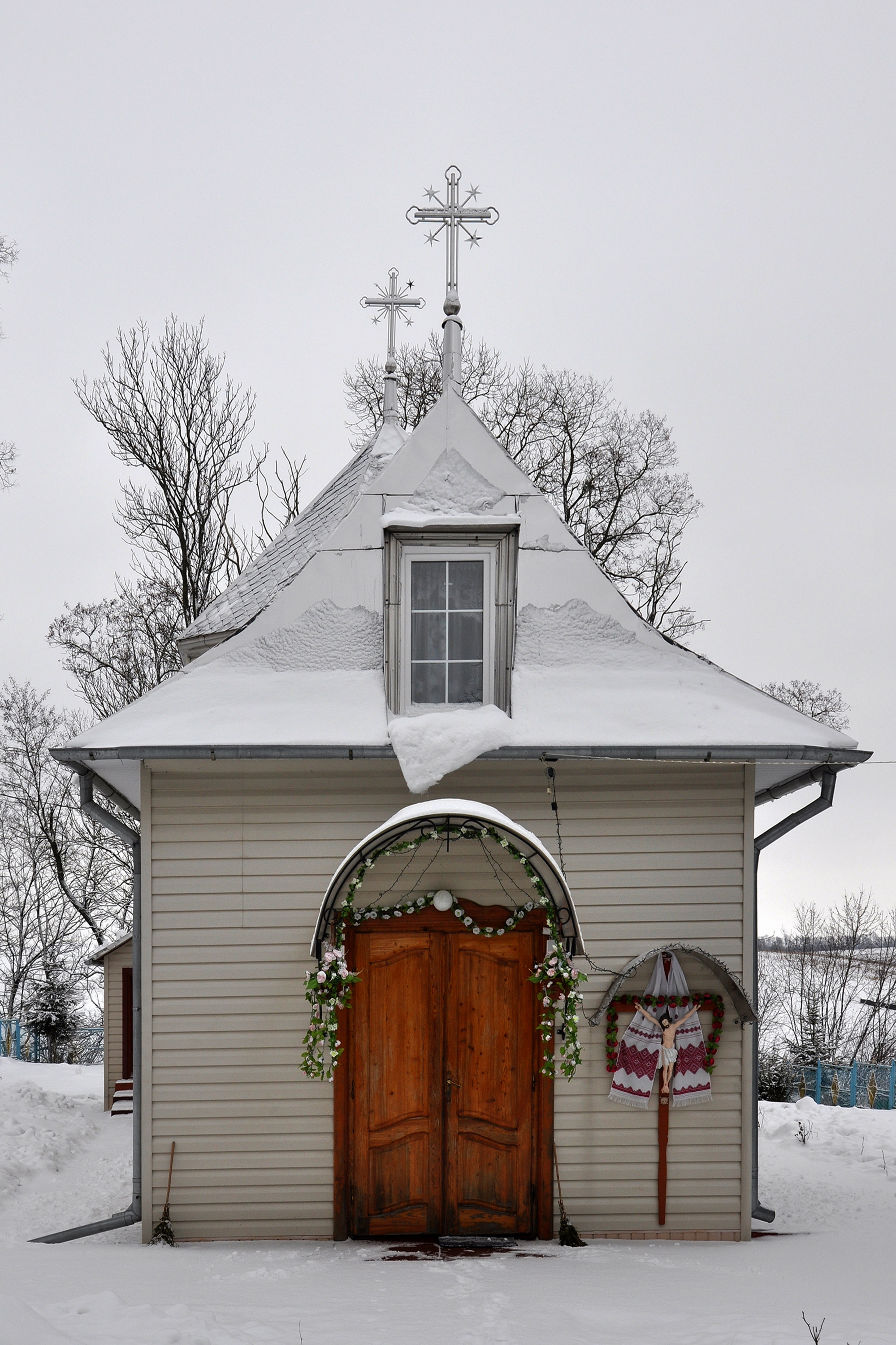